# Nematogenys inermis
Nematogenys inermis је зракоперка из реда Siluriformes и фамилије Trichomycteridae. 

## Угроженост
Подаци о распрострањености ове врсте су недовољни.

## Распрострањење
Чиле је једино познато природно станиште врсте.

## Станиште
Станиште врсте су слатководна подручја.